# Hub Tech Factory
Hub Tech Factory, coneguda oficialment com a Hub Tech Factory SL, és una empresa de la indústria de l'automòbil amb seu a Barcelona i constituïda el 19 de juliol de 2021. La societat explota les plantes d'EV Motors de Barcelona i Montcada i Reixac.

## Accionariat
L'empresa té l'estructura accionarial que tot seguit es descriu:
- 60% Sustainable Mobility Vehicles, filial d'EV Motors.
- 40% O&J Automotive Netherlands, filial de Chery.

Anteriorment, QEV Technologies havia tingut una participació del 28,73% de l'empresa.

## Actius
Els actius de l'empresa són els que es detallen tot d'una:
- Actius productius, entre els quals maquinària, equips i sistemes, etc., ubicats a les instal·lacions de Nissan Motor Ibérica a Barcelona, Montcada i Reixac i Sant Andreu de la Barca. Els actius de Sant Andreu de la Barca van ser traslladats a la planta de Montcada.
- Actius immobiliaris, atès que és subarrendatària dels terrenys i els edificis de les plantes de Nissan a Catalunya. La propietat d'aquests actius és el Consorci de la Zona Franca i l'empresa arrendatària Goodman Duero Logistics.